# Karel Novák (fotograf)
Profesor Karel Novák (7. ledna 1875 Horažďovice – 11. srpna 1950 Praha) byl český fotograf a odborný pedagog fotografie. Ve své době to byla jedna z nejvýznamnějších osobností počátků umělecké fotografie. Řadí se mezi průkopníky portrétní fotografie své doby (do roku 1918) jako byli například Jozef Božetech Klemens, Bedřich Anděl, Jindřich Eckert, František Fridrich, Jan Nepomuk Langhans, Eduard Kozič, Karol Divald, Alfons Mucha, Vladimír Jindřich Bufka, Wilhelm Horn nebo Josef Anton Trčka.

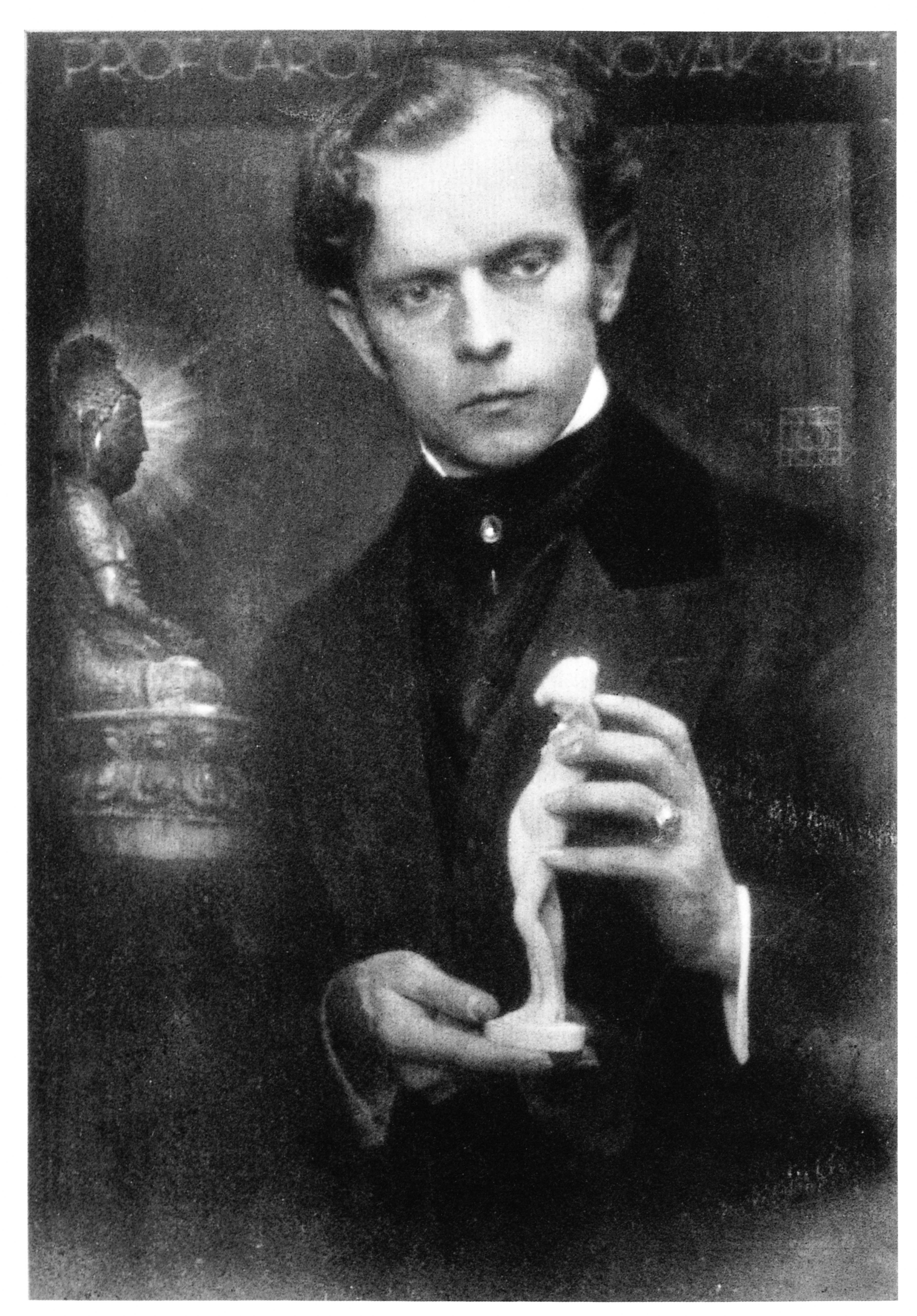
Josef Anton Trčka: Karel Novák (1914)

## Život a dílo
Narodil se v rodině horažďovického krejčího Jana Nováka a matky Barbory, rozené Ousobské.
Absolvoval vídeňskou grafickou školu a který působil v Brémách. Též byl pedagogem ve Vídni.
Novák patřil k významným fotografům období vrcholného českého piktorialismu. Roku 1920 spoluzakládal ateliér fotografie na Státní grafické škole (později se změnil název na Státní odborná grafická škola a dnes nese jméno Vyšší odborná a střední průmyslová škola grafická) v Praze, na které v letech 1922–1924 studoval i Josef Sudek. Zde vedl 15 let ateliér portrétní fotografie. Největší vliv na Karla Nováka měla tvorba přicházející z Německa. Vytvářel osobité portréty.
Profesor Novák učil také na odborné fotografické škole Graphische Lehr- und Versuchsanstalt ve Vídni, jedné z nejlepších v Evropě. Kromě jiných studentů ovlivnil tvorbu Josefa Antona Trčky.

## Vzpomínka Josefa Sudka
Josef Sudek na Karla Nováka vzpomínal takto:
| „                                                                            | Když jsem se pak dostal na státní grafickou školu, byl to novej svět. Profesor Karel Novák byl nóbl pán, inteligentní, to se hned poznalo, protože snášel moje výroky o prdelích, jak mi zůstaly ve slovníku z války. Taky se mi na něm líbilo, že ukazoval sbírku fotografií a nic k tomu neříkal. To je přece krásný, když se k fotografiím nic neříká… | “ |
| — Rudolf Křesťan: Josef Sudek, Muž s černou bedýnkou, Mladý svět 1976, č. 18 | |   |